# Phacopsis
Phacopsis é um gênero de fungos liquenícolas que habitam líquenes. São parasitas de membros da família Parmeliaceae [en], à qual também pertencem. Proposto originalmente por Edmond Tulasne em 1852 para incluir três espécies, o gênero Phacopsis agora contém 10 espécies, embora historicamente 33 táxons tenham sido descritos no gênero. Muitas dessas espécies são pouco conhecidas, algumas documentadas apenas a partir do espécime-tipo.
As espécies de Phacopsis aparecem como apotécios brilhantes, de cor marrom a preta, parcialmente imersos, que causam deformações semelhantes a galhas no talo do líquen hospedeiro. Características usadas para diferenciar espécies de Phacopsis incluem a forma dos esporos, a cor e a reação do hipotécio (uma camada de tecido sob o himênio portador de esporos) ao teste de iodo-amido [en], e a identidade do líquen hospedeiro, já que os fungos Phacopsis geralmente estão restritos a hospedeiros pertencentes a um único clado filogenético.

## Sistemática
O gênero Phacopsis foi circunscrito pelo micologista francês Edmond Tulasne em 1852, com várias espécies originalmente classificadas no gênero Abrothallus [en]. Tulasne incluiu três espécies: P. clemens, P. varia e P. vulpina. Esta última foi posteriormente selecionada como a espécie-tipo por Frederic Clements e Cornelius Shear (1931) e por John Axel Nannfeldt [en] (1932). Das outras duas espécies originalmente incluídas por Tulasne, P. clemens foi transferida para o gênero Arthonia [en], enquanto P. varia é agora conhecida como Opegrapha physciaria [en].
Em 1988, Dagmar Triebel e Gerhard Rambold propuseram que Phacopsis fosse considerado sinônimo de Nesolechia [en] (outro gênero de fungos liquenícolas da família Parmeliaceae), devido a semelhanças na estrutura dos apotécios e nas características dos himênios. Essa sinonímia, no entanto, não foi aceita por vários autores nos anos seguintes, até que, em 1995, Triebel, Rambold e John Alan Elix [en] demonstraram que as supostas diferenças entre os dois gêneros não eram consistentes. Após isso, Ove Eriksson e David Leslie Hawksworth [en] adotaram um conceito genérico expandido de Phacopsis (sensu lato) na atualização seguinte de sua publicação regular sobre sistemática de ascomicetos, Systema Ascomycetum.
Uma análise filogenética molecular publicada em 2015 revelou que o grupo de espécies então consideradas parte de Phacopsis compreendia três linhagens distintas, representando três gêneros: Phacopsis, Nesolechia e o recém-circunscrito Raesaenenia [en]. Em 2017, Divakar e colegas usaram uma abordagem filogenética temporal para tornar a classificação em nível de família e gênero mais consistente com a história evolutiva, propondo sinonimizar Nesolechia com Punctelia e Raesaenenia com Protousnea [en], já que os gêneros liquenícolas surgiram relativamente recentemente e estavam dentro do limiar temporal para nível de gênero. Essa sinonímia não foi aceita em uma análise crítica posterior da abordagem filogenética temporal para classificação fúngica. Em uma revisão de 2018 sobre desenvolvimentos taxonômicos na família Parmeliaceae, os autores recomendaram não sinonimizar Nesolechia e Phacopsis, sugerindo que a separação entre esses gêneros ainda não foi suficientemente estabelecida.
A classificação de nível superior de Phacopsis mudou várias vezes ao longo de sua história taxonômica. O gênero foi colocado na ordem Arthoniales, nas famílias Graphidaceae [en] e Acarosporaceae [en]. Usando microscopia eletrônica, Josef Hafellner [en] examinou os ascos (células portadoras de esporos) da espécie-tipo P. vulpina, mostrando que eram semelhantes aos encontrados em membros da família Lecanoraceae [en], considerando, portanto, essa família a mais apropriada para o gênero. Essa colocação familiar, no entanto, não foi corroborada na revisão de 1995 de Triebel e colegas. A análise filogenética molecular revelou sua verdadeira colocação filogenética na família Parmeliaceae. Essa relação é um exemplo de adelfoparasitismo, no qual a espécie hospedeira é intimamente relacionada ao parasita; esse tipo de relação é relativamente comum na ordem Lecanorales. O gênero Protousnea tem uma relação de grupo irmão com Phacopsis. Estima-se que Phacopsis liquenícola divergiu evolutivamente de Protousnea liquenizado durante o Mioceno (23,03 a 5,333 milhões de anos atrás).

## Descrição

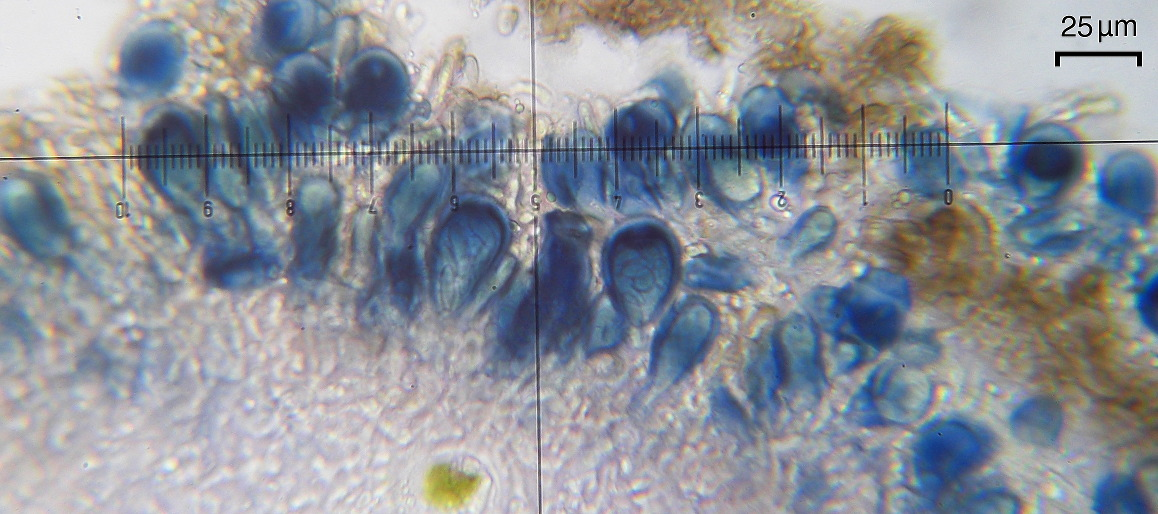
Microscopia dos ascos de Phacopsis vulpina. Vários esporos são visíveis em alguns ascos, e a zona não amiloide acima do corpo axial é visível em alguns casos

Todas as espécies são endocapílicas, o que significa que possuem um talo sem uma estrutura liquenizada morfologicamente distinta. Seus apotécios são circulares a irregulares em forma, podendo ser dispersos ou agregados. O excípulo (a margem externa do apotécio) varia de incolor a marrom-escuro, frequentemente composto por poucas fileiras de células que podem ser difíceis de reconhecer. O hipotécio (uma camada de tecido hifal denso abaixo do himênio) é incolor a marrom-escuro. Em algumas espécies, as hifas do hipotécio apresentam uma reação violeta ao teste de iodo-amido; essa característica pode ser usada para distinguir algumas espécies. O himênio é incolor, marrom-claro ou verde-oliva claro. Os ascos são mais ou menos claviformes e contêm oito esporos, envoltos por uma camada externa fina amiloide e uma camada interna mais espessa, não amiloide; uma zona não amiloide está acima do corpo axial do asco.
Os esporos são incolores, sem septos, com paredes lisas e ocasionalmente espessadas nas extremidades. Os esporos apresentam várias formas, dependendo da espécie, incluindo elipsoide, ovoide, fusiforme, falciforme (em forma de foice) ou parcialmente curvados. Os picnídios de Phacopsis são imersos no talo do hospedeiro. Os picnósporos têm forma baciliforme.

## Distribuição
Os membros da família hospedeira, Parmeliaceae, são encontrados em todo o mundo, com centros de distribuição na Ásia e no Hemisfério Sul; é provável que Phacopsis ocorra onde quer que o hospedeiro esteja presente. Uma pesquisa de 1995 aceitou 13 táxons (oito espécies e diversas variedades) encontrados em 41 espécies hospedeiras em 20 gêneros. Pouco se sabe sobre várias espécies de Phacopsis, algumas conhecidas apenas em sua localidade-tipo. O membro mais ao sul do gênero é Phacopsis usneae, conhecido apenas no sul do Chile e na Antártida.
Como muitos fungos liquenícolas, as espécies de Phacopsis geralmente estão restritas a hospedeiros pertencentes a um único clado filogenético. Em 2002, André Aptroot [en] e Triebel sugeriram uma possível relação filogenética próxima entre Paraparmelia e Xanthoparmelia [en], já que Phacopsis australis [en] foi observado crescendo em representantes de ambos os gêneros de líquens. Desde então, a análise filogenética molecular demonstrou que eles são equivalentes, e Paraparmelia agora é considerada sinônimo de Xanthoparmelia.

## Espécies
As espécies de Phacopsis são distinguidas pelas características de seus ascósporos, a cor e a reação amiloide do hipotécio, e a identidade de seu hospedeiro. De acordo com o Index Fungorum, 33 táxons foram descritos sob o nome Phacopsis (28 espécies e 5 variedades). Uma estimativa recente (2022) indica 10 espécies no gênero Phacopsis. A lista a seguir de espécies de Phacopsis inclui o nome, a autoridade taxonômica (usando abreviaturas-padrão), o ano de publicação, a localidade-tipo e as espécies ou gêneros hospedeiros.
- Phacopsis australis [en] Aptroot & Triebel (2002)[21] – África Austral; hospedeiro=Xanthoparmelia [en]

- Phacopsis cephalodioides (Nyl.) Triebel & Rambold (1988)[6] – Dinamarca; hospedeiro=Hypogymnia physodes [en]

- Phacopsis lethariellae [en] Hafellner & Rambold (1995)[10] – Ilhas Canárias; hospedeiro=Lethariella intricata

- Phacopsis oroarcticae [en] Zhurb. (2010)[25] – Severnaia Zemlia; hospedeiro=Brodoa oroarctica [en]

- Phacopsis prolificans (Müll.Arg.) Triebel & Rambold (1992)[26] – Japão; hospedeiro=Platismatia interrupta [en]

- Phacopsis rufa (Müll.Arg.) Triebel (1992)[26] – Austrália; hospedeiros=Cetrelia e Punctelia

- Phacopsis thallicola [en] (A.Massal.) Triebel & Rambold (1988)[6] – Nova Zelândia; hospedeiros=Cetrelia sanguinea, Flavoparmelia caperata [en], Flavoparmelia praesignis, Parmotrema eurysacum, Rimelia cetraria

- Phacopsis usneae C.W.Dodge (1948)[27] – Ilhas Kerguelen; hospedeiro=Usnea trachycarpa

- Phacopsis vulpicidae [en] Zhurb. & Diederich (2019)[28] – Renchinlkhümbe [en] (Mongólia); hospedeiro=Vulpicida [en]

- Phacopsis vulpina [en] Tul. (1852) – França; hospedeiro=Letharia [en]

Em 1995, Triebel e colegas descreveram Phacopsis menegazziae para um fungo do Nepal semelhante a Phacopsis oxyspora, mas com dimensões de esporos menores e crescendo no hospedeiro Menegazzia terebrata [en]. Paul Diederich sinonimizou P. menegazziae com P. oxyspora em 2003, com base em espécimes encontrados em Menegazzia com ascósporos de tamanho semelhante ao típico de P. oxyspora. Phacopsis oxyspora (Tul.) Triebel & Rambold (1988) é agora Nesolechia oxyspora [en] (Tul.) A.Massal. (1856), a espécie-tipo de Nesolechia.
Várias espécies anteriormente colocadas em Phacopsis foram transferidas para outros gêneros, incluindo:
- Phacopsis crustulosae Creveld (1981) agora Gyrophthorus crustulosae (Creveld) Hafellner & Sancho (1990)[30]

- Phacopsis doerfeltii Alstrup & P.Scholz (1998) agora Nesolechia doerfeltii (Alstrup & P.Scholz) Diederich (2018)[31]

- Phacopsis ericetorum (Flot. ex Körb.) Vouaux (1914) agora Rhymbocarpus ericetorum (Flot. ex Körb.) Etayo (2010)[32]

- Phacopsis falcispora Triebel & Rambold (1995) agora Nesolechia falcispora (Triebel & Rambold) Diederich (2018)[33]

- Phacopsis huuskonenii Räsänen (1948) agora Raesaenenia huuskonenii [en] (Räsänen) D.Hawksw., C.Boluda & H.Lindgren (2015)[12]

- Phacopsis lesdainii Vouaux (1914) agora Echinodiscus lesdainii (Vouaux) Etayo & Diederich (2000)[34]

- Phacopsis macrospora Uloth (1861) agora Cercidospora macrospora [en] (Uloth) Hafellner & Nav.-Ros. (2004)[35]

- Phacopsis muelleri Willey (1892) agora Calloria muelleri (Willey) Seaver (1951)[36]

- Phacopsis mulleri Willey (1892) agora Skyttella mulleri [en] (Willey) D.Hawksw. & R.Sant. (1988)[37]